# عم جزء
عم جزء نام کتاب و اصطلاحی قرآنی است که شامل جزء سی‌ام و آخرین جزء قرآن است. در این کتاب از سوره نباء آغاز می‌شود. علت نام‌گذاری این کتاب و اصطلاح به عم جزء، عبارت عم یتسائلون در ابتدای سوره نباء و آغاز کتاب است. این کتاب به جهت سهولت در آموزش و یادگیری، مورد توجه مکتب‌خانه‌های قدیم و آموزشگاه‌های قرآنی امروزی است. 

## مشخصات و قدمت
عم جزء اصطلاحی اسلامی است که به صورت مشخص به جزء سی قرآن اشاره دارد. این جزء از دیرباز به صورت مستقل نوشته و چاپ می‌شد و مورد استفاده قرار می‌گرفت. در روزگاران قدیم که نظام آموزشی در ایران به صورت مکتب‌خانه‌ای انجام می‌گرفت، عم‌جزء از کتاب‌های درسی بوده‌است. این کتاب شامل جزء سی قرآن بوده‌است و در فرهنگ عامیانه، قدرت و توانایی در فهم و خوانش این کتاب، یک درجه علمی محسوب می‌شده است و گفته می‌شد «فلانی سوادش در حد عم جزء است».
کودکان از سن پنج سالگی به مکتب‌خانه‌ها فرستاده می‌شدند و شاگردان این محافل، پس از یادگیری حروف الفباء، به خواندن جزء آخر قرآن یعنی عم‌جزء می‌پرداختند. پس از گذراندن دوره عم‌جزء، دروس حساب و ریاضی شروع می‌شد. کتاب عم جزء با عبارات عربی «هو الفتاح العلیم» شروع می‌شد و اولین جمله‌ای که کودکان خوانش آن را فرامی‌گرفتند، همین آیه بود. در ادامه کتاب عبارت «رب یسر و لا تعسر سهل علینا یا رب العالمین» قرار داشت و پس از آن آموزش حروف ابجد، هوز، حطی و برخی اصطلاح از این دست قرار داشت. در برخی نسخه‌های عم‌جزء، بیت شعری قرار داشت:
بس مبارک بود چو فرما هما / اول کارها به نام خدا
در این مکتب‌خانه‌ها کودکان آموزش دیده بودند تا به خطوط قرآن دست نزنند و از نشانی با عنوان «چوب الف» استفاده کنند. عبدالله مستوفی در این خصوص در خاطرات خود می‌نویسد: «عم جزوی که برای من تدارک کرده بودند، با یک چوب الف کاغذی حاضر بود. آخوند بلافاصله مرا پیش طلبید. عم جزو را باز کرد و «هو الفتاح العلیم» را با شعر بعدش به من آموخت.» در بسیاری از مکتب‌خانه‌ها، دانش‌آموزان موظف بودند تا علاوه بر یادگیری روخوانی قرآن، از روی کتاب عم‌جزء، سوره‌های کوچکی از قرآن را نیز حفظ کنند. امروزه نیز از کتاب‌هایی شامل جزء سی قرآن به جهت سهولت در حفظ و یادگیری قرآن استفاده می‌شود.

## وجه تسمیه
جزء سی قرآن از سوره نباء آغاز می‌شود و اولین آیه این سوره با عبارت «عم یتسائلون» (به معنای مردم از چه چیزی سوال می‌پرسند؟) شروع می‌شود. از این رو به جزء سی قرآن عم جزء، عم جزو و جزو عم گفته می‌شود. بعدها با مصطلح شدن این عبارت در فرهنگ عمومی، به اشتباه عبارت عمه جزء یا عمه جزو نیز به کار رفت. احتمالا این خیال اشتباه از بابت شباهت ظاهری عمه جزء با عنوان عمه باجی است. عمه باجی از اسماء معمول صاحبان زن مکتب‌خانه بوده‌است. سید محمدعلی جمالزاده در خاطرات خود گزارش می‌کند که وقتی در سن پنج سالگی به مکتب خانه می‌رود، کتابی با عنوان پنجلهم را به او آموختند که همان کتاب عمه جزو تهرانی‌ها بوده‌است.